# Marathon d'Ottawa
L'Ottawa Race Weekend est une compétition d'athlétisme se déroulant tous les ans, en mai, dans les rues d'Ottawa, au Canada. Elle comporte plusieurs épreuves de courses à pied, dont un marathon et une course de 10 kilomètres. Ces deux épreuves font partie en 2015 du circuit international des IAAF Road Race Label Events, dans la catégorie des « Labels d'or » pour le 10 km, et « Labels d'argent » pour le marathon. Il s’agit également d’une des deux épreuves Label d’or de l’IAAF au Canada. Chaque année, il attire des milliers de participants, notamment des athlètes professionnels de calibre mondial. Le Marathon Banque Scotia d’Ottawa est l’une des plus importantes épreuves de qualification canadienne au marathon de Boston. 

## Le 10K d’Ottawa

### Prix en argent pour les athlètes professionnels
Les prix suivants sont remis aux hommes et aux femmes faisant partie du groupe de coureurs professionnels.
| Classement | Montant    |
| 1          | 5,000.00 $ |
| 2          | 4,000.00 $ |
| 3          | 3,000.00 $ |
| 4          | 2,000.00 $ |
| 5          | 1,500.00 $ |
| 6          | 1,000.00 $ |
| 7          | 750.00 $   |
| 8          | 500.00 $   |

### Marathon d’Ottawa Banque Scotia

#### Prix en argent pour le Marathon d’Ottawa Banque Scotia (catégorie ouverte)
Les meilleurs athlètes professionnels (hommes et femmes) recevront les prix suivants :
| Position | Montant  |
| 1        | 30,000 $ |
| 2        | 15,000 $ |
| 3        | 10,000 $ |
| 4        | 5,000 $  |
| 5        | 4,000 $  |
| 6        | 3,000 $  |
| 7        | 2,000 $  |
| 8        | 1,500 $  |
| 9        | 1,000 $  |
| 10       | 500 $    |

## Palmarès

### Marathon
| Édition | Année | Hommes          | Pays     | Temps           |                     | Femmes     | Pays            | Temps |
| 35e     | 2009  | David Cheruiyot | Kenya    | 2 h 13 min 22 s | Evaline Kimuria     | Kenya      | 2 h 43 min 51 s |       |
| 36e     | 2010  | Arata Fujiwara  | Japon    | 2 h 09 min 33 s | Merima Mohammed     | Éthiopie   | 2 h 28 min 19 s |       |
| 37e     | 2011  | Laban Moiben    | Kenya    | 2 h 10 min 17 s | Kebebush Haile Lema | Éthiopie   | 2 h 32 min 14 s |       |
| 38e     | 2012  | Laban Moiben    | Kenya    | 2 h 09 min 12 s | Yeshi Esayias       | États-Unis | 2 h 28 min 46 s |       |
| 39e     | 2013  | Tariku Jufar    | Éthiopie | 2 h 08 min 04 s | Yeshi Esayias       | Éthiopie   | 2 h 25 min 30 s |       |
| 40e     | 2014  | Yemane Tsegay   | Éthiopie | 2 h 06 min 54 s | Tigist Tufa         | Éthiopie   | 2 h 24 min 30 s |       |
| 41e     | 2015  | Girmay Birhanu  | Éthiopie | 2 h 05 min 49 s | Aberu Mekuria       | Éthiopie   | 2 h 25 min 30 s |       |
| 42e     | 2016  | Dino Sefir      | Éthiopie | 2 h 08 min 14 s | Koren Jelela        | Éthiopie   | 2 h 27 min 06 s |       |
| 43e     | 2017  | Eliud Kiptanui  | Kenya    | 2 h 10 min 13 s | Guteni Imana        | Éthiopie   | 2 h 30 min 17 s |       |
| 44e     | 2018  | Yemane Tsegay   | Éthiopie | 2 h 08 min 52 s | Gelete Burka        | Éthiopie   | 2 h 22 min 16 s |       |
| 45e     | 2019  | Albert Korir    | Kenya    | 2 h 08 min 02 s | Tigist Girma        | Éthiopie   | 2 h 26 min 33 s |       |

### 10 km
| Édition | Année | Hommes               | Pays     | Temps         |                   | Femmes              | Pays          | Temps |
| 24e     | 2009  | Deriba Merga         | Éthiopie | 27 min 23 s 9 | Teyba Erkesso     | Éthiopie            | 31 min 50 s 4 |       |
| 25e     | 2010  | Lelisa Desisa        | Éthiopie | 28 min 08 s 9 | Dire Tune         | Éthiopie            | 32 min 11 s 5 |       |
| 26e     | 2011  | Deriba Merga         | Éthiopie | 28 min 30 s 3 | Dire Tune         | Éthiopie            | 31 min 43 s 2 |       |
| 27e     | 2012  | Geoffrey Mutai       | Kenya    | 27 min 41 s 4 | Lindsey Scherf    | États-Unis          | 33 min 12 s 8 |       |
| 28e     | 2013  | El Hassan el-Abbassi | Maroc    | 27 min 36 s 6 | Malika Assahah    | Maroc               | 31 min 45 s 7 |       |
| 29e     | 2014  | Wilson Kiprop        | Kenya    | 28 min 00 s   | Mary Keitany      | Kenya               | 31 min 22 s   |       |
| 30e     | 2015  | Nicholas Bor         | Kenya    | 27 min 55 s   | Gladys Cherono    | Kenya               | 30 min 56 s   |       |
| 31e     | 2016  | Mohammed Ziani       | Maroc    | 28 min 36 s   | Peres Jepchirchir | Kenya               | 31 min 39 s   |       |
| 32e     | 2017  | Leul Gebresilase     | Éthiopie | 28 min 42 s   | Netsanet Gudeta   | Éthiopie            | 31 min 34 s   |       |
| 33e     | 2018  | Andamlak Berta       | Éthiopie | 27 min 47 s   | Alia Mohammed     | Émirats arabes unis | 31 min 35 s   |       |
| 34e     | 2019  | Mohammed Ziani       | Maroc    | 28 min 11 s   | Dorcas Kimeli     | Kenya               | 31 min 08 s   |       |